# Juan José Bonel y Orbe
Juan José Bonel y Orbe (ur. 17 marca 1782 w El Pinar, zm. 11 lutego 1857 w Madrycie) – hiszpański kardynał.

## Życiorys
Urodził się 17 marca 1782 roku w El Pinar, jako syn Nicolása Bonela y Martína i Any Maríi Orbe y Orbe Aguado y López de Guzmán. Studiował na Uniwersytecie w Granadzie, gdzie uzyskał doktorat z prawa kanonicznego. W 1805 roku przyjął święcenia kapłańskie. 28 lutego 1831 roku został biskupem Malagi, a 12 czerwca przyjął sakrę. Dwa lata później został przeniesiony do diecezji Kordoby. W 1838 roku został arcybiskupem Granady. W 1839 roku rząd hiszpański mianował go na funkcję patriarchy Indii Zachodnich, jednak papież nie zatwierdził tej nominacji. W 1847 roku został przeniesiony do archidiecezji Toledo. 30 września 1850 roku został kreowany kardynałem prezbiterem i otrzymał kościół tytularny Santa Maria della Pace. Zmarł 11 lutego 1857 roku w Madrycie.